# Megokris sedili
Megokris sedili är en kräftdjursart som först beskrevs av Hall 1961.  Megokris sedili ingår i släktet Megokris och familjen Penaeidae. Inga underarter finns listade i Catalogue of Life.